# نهر هوغلي
يقع في آسيا ، في البنغال بـ الهند ، وهو أحد القنوات التي تجري بها نهر الجانج ليصل إلى خليج البنغال ، ونهر هو أحد الروافد التي تسير في طرقها نحو الجفاف ، لأن اتجاه التيار الرئيسي تحول إلى اتجاه أكثر ميلا إلى الشرق ، ويجري النهر في اتجاه الجنوب لمسافة تقدر بنحو 240 كم ، ويمكن لسفن الكبيرة أن تبحر في النهر في اتجاه المنبع حتى تصل إلى كلكتا التي تبعد 138 كم عن البحر

## وصلات خارجية
كولكوتا الهندية تحاول ان تصبح صورة طبق الاصل للندن جريدة الشرق الأوسط